# Präsidententöchter küßt man nicht
Präsidententöchter küßt man nicht (Originaltitel: My Date with the President's Daughter) ist eine US-amerikanische Filmkomödie aus dem Jahr 1998. Regie führte Alex Zamm, der gemeinsam mit William Robertson das Drehbuch schrieb.

## Handlung
Der Teenager Hallie Richmond ist eine Tochter des Präsidenten der Vereinigten Staaten. Der amerikanische Geheimdienst schränkt ihre Bewegungsfreiheit ein. Es gelingt ihr trotzdem, sich mit dem gleichaltrigen Duncan Fletcher zu verabreden, den sie in einem Einkaufszentrum kennenlernt.
Richmond und Fletcher, die gemeinsam im Kino einen Film sehen wollen, entkommen dem Geheimdienst. Sie gehen einkaufen, treffen Rocker, Schlägertypen, und das Firmenauto von Duncans Vaters wird gestohlen. Den Abend über versuchen Duncan und Hallie, den Geheimdienst abzuhängen. Als sie einmal bei einer Demonstration gesehen werden, können sie wieder entwischen. Duncan gesteht Hallie dann, dass er sie nur für eine Wette benutzt hatte. Sie verlässt ihn und geht mit einem Jungen aus, vor dem Duncan sie immer wieder gewarnt hatte. Dieser (Steve) will sie dann auch nicht gehen lassen. Duncan muss sie befreien. Duncan und Hallie amüsieren sich ansonsten gut, bis sie sich im Morgengrauen „stellen“.
Am Ende bedankt sich der US-Präsident bei Duncan dafür, dass dieser seine Tochter gerettet habe. Sie dürfen wieder ausgehen, diesmal aber in Begleitung von vier Wagen des „Secret Service“.

## Kritiken
„Welche Probleme dieser Teenagerliebe im Weg stehen, kann man sich denken - entsprechend bietet der biedere Spaß kaum Überraschungen. Müde Teenieklamotte aus der Mottenkiste.“

## Auszeichnungen
Die Drehbuchautoren wurden im Jahr 1999 für den Writers Guild of America Award nominiert.

## Hintergrund
Der Film wurde in Toronto gedreht.
Das Produktionsunternehmen war Disney Enterprises, Inc.